# Melon de bourgogne
Melon de Bourgogne är en grön vindruva av arten Vitis vinifera. Den är den enda druva som är tillåten i vinet Muscadet från Loiredalen. Även druvsorten kan benämnas Muscadet. Melon de Bourgogne är däremot inte tillåten i appellationsviner från Bourgogne som den härstammar ifrån.
Den ger lätta vita viner av relativt neutral karaktär, med rätt bra syra.